# Stefan Dennis
Stefan Dennis (Tawonga (Victoria), 29 oktober 1958) is een Australisch acteur. 

## Carrière
Dennis groeide deels op in Queensland. Hij was al vroeg geïnteresseerd in toneelspelen, maar verzekerde zich van een vast inkomen door ook een opleiding te volgen tot chef-kok, een beroep dat hij vijf jaar uitoefende. Hij was tussen 1979 en 1981 te zien in tien afleveringen van de Australische televisieserie Prisoner. Hij had gastrollen in vele andere series, waaronder The Flying Doctors, The Sullivans, Carson's Law, The Henderson Kids en The Young Doctors. Vanaf 1985 was hij in de soapserie Neighbours te zien als Paul Robinson. Hij deed dit in eerste instantie tot 1992 en speelde in 1993 nog een aantal afleveringen als gastacteur. 
Daarna woonde en acteerde hij tien jaar in het Verenigd Koninkrijk. Hij kwam regelmatig terug naar zijn geboorteland en naar Nieuw-Zeeland voor rollen in toneelstukken en televisiefilms. Toen hij opnieuw gevraagd werd om als gastacteur Paul Robinson te spelen in Neighbours, liep dit uit op een nieuw vast verblijf met ingang van 2004. Hij is de enige acteur die vanaf het begin meedoet aan de serie, maar wel met een onderbreking van elf jaar. Naast zijn televisiewerk treedt Dennis op in het theater.

## Sportactiviteiten en persoonlijk leven
Dennis was ook actief in de autosport. Hij vestigde samen met coureur David Brabham en twee anderen in 1995 een nieuw wereldrecord in de discipline 24 uur karting. Ze legden op een circuit in Surrey een afstand af van 1664,7 km.
Dennis is gehuwd en heeft twee kinderen.